# Condado de Marion (Indiana)
O Condado de Marion (em inglês:  Marion County) é um dos 92 condados do estado americano de Indiana. A sede e maior cidade do condado é Indianapolis. Foi fundado em 1822 e o seu nome é uma homenagem a Francis Marion (1732-1795), militar originário da Carolina do Sul e participante na Guerra da Independência dos Estados Unidos.
O condado possui uma área de 1 044 km², dos quais 1 026 km² estão cobertos por terra e 17 km² por água, uma população de 977 mil habitantes, e uma densidade populacional de 880,1 hab/km² (segundo o censo nacional de 2020). É o condado mais populoso de Indiana.